# Доксорубицин
Доксорубици́н (лат. Doxorubicinum, англ. Doxorubicin, CAS-код 23214-92-8, брутто-формула C27H29NO11) — один из антрациклиновых антибиотиков, цитостатический препарат, известный с конца 1960-х годов.
Производится полусинтетически, исходя из даунорубицина, а также продуцируется микроорганизмами Streptomyces coeruleorubidus или Streptomyces peucetius. Обладает противоопухолевой активностью, применяется в химиотерапии злокачественных опухолей.
Превосходит даунорубицин по спектру действия. Молекула доксорубицина состоит из тетрациклического антрахиноидного агликона доксорубицинона, соединённого гликозидной связью с аминосахаром даунозамином. Синонимы: адриамицин, адрибластин, 14-гидроксидаунорубицин. Растворим в водных растворах кислот, ацетоне, бутаноле, хлороформе. Коммерчески доступен в виде доксорубицина гидрохлорида.
Доксорубицина гидрохлорид представляет собой кристаллический или аморфный порошок оранжево-красного или
красного цвета, CAS-код 25316-40-9, брутто-формула C27H29NO11HCl, молекулярная масса 580,0. Растворим в воде, трудно растворим в метаноле, практически нерастворим в ацетоне. рН водного раствора 4,0—5,5 (в концентрации 5 мг/мл).
Имеются сообщения о гигроскопичности доксорубицина гидрохлорида, однако хорошо очищенный материал негигроскопичен.

## Фармакологическое действие
Фармакодинамика
Противоопухолевый антибиотик антрациклинового ряда. Оказывает антимитотическое и антипролиферативное действие.
Механизм действия заключается во взаимодействии с ДНК, образовании свободных радикалов и прямом воздействии на мембраны клеток с подавлением синтеза нуклеиновых кислот. Клетки чувствительны к препарату в S- и G2-фазах.
Фармакокинетика
Абсорбция — высокая, распределение — относительно равномерное. Через ГЭБ не проходит. Объём распределения 20—30 л/кг (при равновесной концентрации (Css)). Связь с белками плазмы 74—76 %.
Метаболизируется в печени в течение 1 часа с образованием активного метаболита доксорубицинола. Ферментативное восстановление доксорубицина под действием оксидаз, редуктаз и дегидрогеназ приводит к образованию свободных радикалов, что может способствовать проявлению кардиотоксического действия. После внутривенного введения быстро исчезает из крови, концентрируясь в печени, почках, миокарде, селезёнке, лёгких.
Период полувыведения (T½) для доксорубицина и доксорубицинола 20—48 часов. Выведение: 40 % в неизмененном виде с желчью в течение 5 дней, 5—12 % (в том числе с метаболитами) — с мочой в течение 5 дней.

## Показания
- Лимфобластный лейкоз
- саркома мягких тканей
- остеогенная саркома
- саркома Юинга
- рак молочной железы
- рак щитовидной железы
- опухоль Вильмса
- нейробластома,
- рак мочевого пузыря,
- рак желудка,
- рак яичников,
- лимфогранулематоз,
- неходжкинские лимфомы,
- трофобластические опухоли,
- рефрактерный рак яичника,
- саркома Капоши.

## Побочное действие
Со стороны системы кроветворения: тромбоцитопения, лейкопения, анемия.
Со стороны сердечно-сосудистой системы: кардиомиопатия, сердечная недостаточность, аритмии.
Со стороны пищеварительной системы: стоматит, эзофагит, боли в животе; тошнота, рвота, диарея.
Со стороны репродуктивной системы: азооспермия, аменорея.
Аллергические реакции: крапивница, повышение температуры тела, анафилактоидные реакции.
Прочие: алопеция, гиперурикемия, нефропатия.
Местные реакции: при введении в вены малого диаметра или при повторном введении в одну и ту же вену — склерозирование сосуда; при экстравазации — некроз тканей.

## Противопоказания
Выраженные лейкопения, анемия, тромбоцитопения; тяжелые заболевания сердечно-сосудистой системы; острый гепатит; беременность. Доксорубицин не применяют у пациентов, получивших полную кумулятивную дозу даунорубицина, идарубицина и/или других антрациклинов и антраценов.

## Беременность и лактация
Доксорубицин противопоказан к применению при беременности в первый триместр, во второй и третий семестр его использование возможно. При необходимости применения в период лактации следует прекратить грудное вскармливание.
Женщины детородного возраста должны использовать надежные методы контрацепции при использовании доксорубицина. В экспериментальных исследованиях установлено тератогенное и эмбриотоксическое действие доксорубицина.

## Особые указания
С осторожностью назначают больным с заболеваниями сердца (в том числе в анамнезе), ветряной оспой (в том числе недавно перенесённой или после контакта с заболевшими), опоясывающим герпесом, другими острыми инфекционными заболеваниями, подагрой или нефролитиазом (в том числе в анамнезе), а также пациентам с проводившейся медиастинальной лучевой терапией или получающим одновременно циклофосфамид.
В период лечения необходим регулярный контроль картины периферической крови, лабораторных показателей функции печени, ЭКГ и УЗИ сердца (с определением фракции выброса левого желудочка). При числе лейкоцитов менее 3300—3500/мкл и тромбоцитов менее 100 000/мкл дозу доксорубицина уменьшают на 50 %.
Описаны случаи развития тяжёлых, угрожающих жизни аритмий сразу же или в течение нескольких часов после введения доксорубицина.
Не рекомендуют проводить вакцинацию пациентов и членов их семей.
Доксорубицин может вызвать окрашивание мочи в красный цвет в течение 1—2 дней после введения.
В экспериментальных исследованиях установлено канцерогенное и мутагенное действие доксорубицина.
Доксорубицин в форме порошка для инъекций включен в Перечень ЖНВЛС.

## Лекарственное взаимодействие
Препараты, угнетающие кроветворение, усугубляют тромбоцитопению и лейкопению, которые обусловлены действием доксорубицина.
При одновременном применении с гепатотоксическими препаратами (в том числе с метотрексатом) усиливается гепатотоксическое действие.
Доксорубицин может вызывать повышение концентрации мочевой кислоты в крови, что уменьшает эффективность противоподагрических препаратов (в том числе аллопуринола, колхицина).
При одновременном применении с клиндамицином повышается риск развития аллергических реакций.
Доксорубицин может потенцировать гепатотоксическое действие меркаптопурина.
Стрептозоцин и метотрексат вызывают повышение токсичности доксорубицина, обусловленное уменьшением печеночного клиренса.
При применении паклитаксела одновременно или после доксорубицина возможно усиление кардиотоксичности.
Пропранолол и доксорубицин ингибируют активность кофермента Q10 сердца, поэтому при одновременном применении возможно усиление кардиотоксичности доксорубицина.
При применении трастузумаба одновременно или после доксорубицина возможно усиление кардиотоксичности.
При одновременном применении с циклоспорином наблюдается повышение концентрации доксорубицина в плазме и усиление миелотоксического действия; с циклофосфамидом, митомицином, дактиномицином — возможно усиление кардиотоксического действия доксорубицина.
При применении доксорубицина (в/в в течение 3 суток) в комбинации с цитарабином (в виде инфузии в течение 7 дней) описаны случаи развития некротического колита и тяжёлых инфекционных осложнений.
На фоне применения доксорубицина происходит угнетение формирования антител и/или усиление побочных реакций при введении живых вакцин, что обусловлено подавлением иммунитета. Этот эффект может сохраняться от трёх месяцев до одного года.